# خايمي ريفيروس
خايمي ريفيروس (بالإسبانية: Jaime Riveros)‏ هو لاعب كرة قدم تشيلي في مركز الوسط، ولد في 27 نوفمبر 1970 في Quinta de Tilcoco ‏ في تشيلي. شارك مع منتخب تشيلي لكرة القدم. أما مع النوادي، فقد لعب مع إيفرتون دي فينا ديل مار وديبورتيفو كالي وسانتياغو واندررز ونادي أونيفرسيداد دي تشيلي ونادي أوهيجينس ونادي بالستينو وهواتشيباتو.

## وصلات خارجية
- خايمي ريفيروس على موقع الاتحاد الدولي (مؤرشف)  (الإنجليزية)
- خايمي ريفيروس على موقع قاعدة بيانات كرة القدم.إي يو (الإنجليزية)
- خايمي ريفيروس على موقع ناشيونال فوتبول تيمز (الإنجليزية)
- خايمي ريفيروس على موقع Soccerway.com (الإنجليزية)
- خايمي ريفيروس على موقع عالم كرة القدم.نت (الإنجليزية)